# Lauperswil
Lauperswil is een gemeente en plaats in het Zwitserse kanton Bern, en maakt deel uit van het district Emmental.
Lauperswil telt 2.642 inwoners.